# As Origens do Totalitarismo
As Origens do Totalitarismo (em inglês:  The Origins of Totalitarianism; em alemão:  Elemente und Ursprünge totaler Herrschaft ) é um livro da teórica política teuto-americana Hannah Arendt que examina as origens históricas e as características políticas comuns dos principais regimes totalitários do século XX - o nazismo e o stalinismo. Seu título original era O Fardo de Nossos Tempos, e chegou a ser publicado como O Fardo de Nosso Tempo (The Burden of Our Time  [sic]) na Grã-Bretanha em 1951.
Desde a sua publicação, o livro foi reconhecido como uma das primeiras obras de referência sobre o tema e um clássico da filosofia política. É frequentemente referido como a  principal obra de Arendt e continua a ser, até hoje, uma das análises filosóficas definitivas sobre o totalitarismo, ao menos na forma que assumiu durante o século XX.
Arendt dedicou o livro a seu marido, o poeta e filósofo alemão Heinrich Blücher.

## Estrutura e conteúdo da obra
Como vários outros livros de Arendt, As Origens do Totalitarismo compõe-se de ensaios - cada um deles correspondendo a uma parte da obra:
- Parte I - Antissemitismo
- Parte II - Imperialismo
- Parte III - Totalitarismo

Inicialmente, são descritas as várias precondições e a subsequente ascensão do antissemitismo na Europa Central, Oriental e Ocidental, desde início até meados do século XIX. Em seguida, Arendt examina o neoimperialismo, de 1884 até o início da Primeira Guerra Mundial (1914-18), traçando a emergência do racismo como ideologia e a sua moderna aplicação como "arma ideológica do imperialismo", pelos boers durante o Grande Trek (1830-c. 1943). Finalmente, Arendt analisa o totalitarismo como uma "nova forma de governo", que "difere essencialmente de outras formas de opressão política que conhecemos, como despotismo, tirania e ditadura", na medida em que aplica o terror para subjugar grandes massas populacionais e não apenas adversários políticos. Segundo Arendt, a perseguição dos judeus teria sido um pretexto para ganhar as massas, ou seja, um interessante recurso de demagogia, como  uma espécie de proxy conveniente. Aquele totalitarismo na Alemanha tinha, afinal, a ver com terror e coerência - não com a erradicação dos judeus apenas. Um conceito-chave que surgiu do livro foi a aplicação da expressão de Kant "mal radical", que ela aplicou aos homens que criaram e executaram tal tirania e à representação das suas vítimas como "povos supérfluos".

## Recepção da obra
O jornal francês Le Monde incluiu As Origens do Totalitarismo entre os 100 melhores livros do século XX, enquanto a National Review classificou-o como o 15º de sua  lista dos 100 melhores livros de não ficção do século. O Intercollegiate Studies Institute  listou a obra entre os 50 melhores livros de não ficção do século.
Norman Podhoretz comparou o prazer da leitura de As Origens do Totalitarismo à satisfação de ler um grande romance ou poema.
O estoque do livro esgotou-se no site da Amazon, em janeiro de 2017, em consequência de um súbito aumento do interesse em obras sobre o totalitarismo na época em que Donald Trump assumiu a presidência dos Estados Unidos.
Mas o livro também atraiu críticas negativas. A mais ampla pode ter sido a do  professor Bernard Wasserstein, da Universidade de Chicago, publicada no   Times Literary Supplement, em 2009. Segundo Wasserstein,  Arendt teria internalizado sistematicamente as várias fontes e livros antissemitas e nazistas que lhe eram familiares, usando muitas delas como autoridades no assunto.